# Justicia obtusicapsula
Justicia obtusicapsula är en akantusväxtart som beskrevs av M. Hedrén. Justicia obtusicapsula ingår i släktet Justicia och familjen akantusväxter. Inga underarter finns listade i Catalogue of Life.